# Listă de filme americane din 1917
Aceasta este o listă de filme americane din 1917:
| Titlu                          | Regizor                           | Actori                                             | Gen                              | Note                  |
| ------------------------------ | --------------------------------- | -------------------------------------------------- | -------------------------------- | --------------------- |
| The Adventurer                 | Charles Chaplin                   | Charlie Chaplin, Edna Purviance                    | Comedie                          |                       |
| All Aboard                     | Alfred J. Goulding                | Harold Lloyd, Bebe Daniels                         | Comedie                          |                       |
| As Men Love                    | E. Mason Hopper                   | House Peters Sr., Myrtle Stedman, Jack W. Johnston | Dramă                            |                       |
| Atingerea dragostei            | Robert Z. Leonard                 | Mae Murray, Sam Hardy                              | Comedie                          |                       |
| The Babes in the Woods         | Sidney Franklin, Chester Franklin | Francis Carpenter, Virginia Lee Corbin             | Fantasy                          | [ 1 ]                 |
| The Bad Boy                    | Chester Withey                    | Robert Harron, Richard Cummings                    | Crime drama                      |                       |
| Bashful                        | Alfred J. Goulding                | Harold Lloyd, Bebe Daniels                         | Comedy                           |                       |
| The Big Idea                   | Gilbert Pratt                     | Harold Lloyd, Bebe Daniels                         | Comedy                           |                       |
| Birds of a Feather             |                                   | Harold Lloyd, Snub Pollard                         | Comedy                           |                       |
| Black Orchids                  | Rex Ingram                        | Cleo Madison, Francis McDonald                     | Drama                            |                       |
| Bliss                          | Alfred J. Goulding                | Harold Lloyd, Bebe Daniels                         | Comedy                           |                       |
| The Bride's Silence            | Henry King                        | Gail Kane, Lewis J. Cody                           | Drama                            | [ 2 ]                 |
| Bucking Broadway               | John Ford                         | Harry Carey, Molly Malone                          | Western                          |                       |
| The Butcher Boy                | Fatty Arbuckle                    | Fatty Arbuckle, Buster Keaton                      | Comedy                           |                       |
| By the Sad Sea Waves           | Alfred J. Goulding                | Harold Lloyd                                       | Comedy                           |                       |
| Camille                        | J. Gordon Edwards                 | Theda Bara, Alan Roscoe                            | Drama                            |                       |
| Cheyenne's Pal                 | John Ford                         | Harry Carey, Gertrude Astor                        | Western                          |                       |
| Cleopatra                      | J. Gordon Edwards                 | Theda Bara, Fritz Leiber Sr., Thurston Hall        | Historical                       |                       |
| Clubs Are Trump                | Hal Roach                         | Harold Lloyd                                       | Comedy                           |                       |
| Coney Island                   | Fatty Arbuckle                    | Fatty Arbuckle, Buster Keaton                      | Comedy                           |                       |
| The Cure                       | Charlie Chaplin                   | Charlie Chaplin, Edna Purviance, Eric Campbell     | Comedy                           |                       |
| The Devil-Stone                | Cecil B. DeMille                  | Geraldine Farrar, Wallace Reid                     | Romance                          |                       |
| Down to Earth                  | John Emerson                      | Douglas Fairbanks, Eileen Percy                    | Romantic comedy                  |                       |
| Easy Street                    | Charles Chaplin                   | Charlie Chaplin, Edna Purviance                    | Comedy                           |                       |
| Enlighten Thy Daughter         | Ivan Abramson                     |                                                    | sexual hygiene/exploitation film |                       |
| The Flirt                      | Billy Gilbert                     | Harold Lloyd, Bebe Daniels                         | Comedy                           |                       |
| The Flower of Doom             | Rex Ingram                        | Wedgwood Nowell, Yvette Mitchell                   | Drama                            |                       |
| From Laramie to London         | Hal Roach                         | Harold Lloyd                                       | Comedy                           |                       |
| Golden Rule Kate               | Reginald Barker                   | Louise Glaum                                       | Western                          | Feature length        |
| Great Expectations             | Robert G. Vignola                 | Jack Pickford, Louise Huff                         | Drama                            |                       |
| The Gulf Between               | Wray Physioc                      | Grace Darmond, Niles Welch                         | Comedy drama                     |                       |
| Hands Up!                      | Tod Browning                      | Wilfred Lucas, Colleen Moore                       | Western                          |                       |
| Her Right to Live              | Paul Scardon                      | Peggy Hyland, Antonio Moreno                       | Drama                            |                       |
| His Wedding Night              | Roscoe Arbuckle                   | Fatty Arbuckle, Buster Keaton                      | Comedy                           |                       |
| The Immigrant                  | Charles Chaplin                   | Charlie Chaplin, Edna Purviance                    | Comedy                           |                       |
| In Again, Out Again            | John Emerson                      | Douglas Fairbanks                                  | Comedy                           | Written by Anita Loos |
| Jack and the Beanstalk         | Sidney Franklin, Chester Franklin | Francis Carpenter, Virginia Lee Corbin             | Fantasy                          | [ 3 ]                 |
| Jim Bludso                     | Tod Browning                      | Wilfred Lucas, Olga Grey                           | Drama                            |                       |
| The Jury of Fate               | Tod Browning                      | Mabel Taliaferro                                   | Drama                            |                       |
| A Kentucky Cinderella          | Rupert Julian                     | Ruth Clifford                                      |                                  |                       |
| The Lad and the Lion           | Alfred E. Green                   | Vivian Reed, Will Machin                           | Adventure                        | [ 4 ]                 |
| The Land of the Long Shadows   | W. S. Van Dyke                    | Jack Gardner, Ruth King                            | Western                          | [ 5 ]                 |
| The Little American            | Cecil B. DeMille                  | Mary Pickford                                      | War drama                        |                       |
| Little Lost Sister             | Alfred E. Green                   | Vivian Reed, George Fawcett                        |                                  | [ 6 ]                 |
| The Little Princess            | Marshall Neilan                   | Mary Pickford, Norman Kerry, ZaSu Pitts            | Drama                            |                       |
| Lonesome Luke, Lawyer          | Hal Roach                         | Harold Lloyd                                       | Comedy short                     |                       |
| Lonesome Luke, Mechanic        | Hal Roach                         | Harold Lloyd                                       | Comedy short                     |                       |
| Lonesome Luke, Messenger       | Hal Roach                         | Harold Lloyd                                       | Comedy short                     |                       |
| Lonesome Luke, Plumber         | Hal Roach                         | Harold Lloyd                                       | Comedy short                     |                       |
| Lonesome Luke Loses Patients   | Hal Roach                         | Harold Lloyd                                       | Comedy short                     |                       |
| Lonesome Luke on Tin Can Alley | Hal Roach                         | Harold Lloyd                                       | Comedy short                     |                       |
| Lonesome Luke's Honeymoon      | Hal Roach                         | Harold Lloyd                                       | Comedy short                     |                       |
| Lonesome Luke's Lively Life    | Hal Roach                         | Harold Lloyd                                       | Comedy short                     |                       |
| Lonesome Luke's Lovely Rifle   | Hal Roach                         | Harold Lloyd                                       | Comedy short                     |                       |
| Lonesome Luke's Wild Women     | Hal Roach                         | Harold Lloyd                                       | Comedy short                     |                       |
| Lost and Won                   | Cecil B. DeMille                  | Marie Doro, Elliott Dexter                         | Drama                            |                       |
| Love, Laughs and Lather        | Hal Roach                         | Harold Lloyd, Bebe Daniels                         | Comedy                           |                       |
| A Love Sublime                 | Tod Browning                      | Wilfred Lucas, Carmel Myers                        | Romance                          |                       |
| Luke Wins Ye Ladye Faire       | Hal Roach                         | Harold Lloyd                                       | Comedy short                     |                       |
| Luke's Busy Day                | Hal Roach                         | Harold Lloyd                                       | Comedy short                     |                       |
| Luke's Lost Liberty            | Hal Roach                         | Harold Lloyd                                       | Comedy short                     |                       |
| Luke's Trolley Troubles        | Hal Roach                         | Harold Lloyd                                       | Comedy short                     |                       |
| The Man Without a Country      | Ernest C. Warde                   | Florence La Badie, Holmes Herbert                  | Drama                            |                       |
| The Mate of the Sally Ann      | Henry King                        | Mary Miles Minter, Allan Forrest                   | Comedy drama                     |                       |
| A Modern Musketeer             | Allan Dwan                        | Douglas Fairbanks, Marjorie Daw                    | Adventure                        |                       |
| A Mormon Maid                  | Robert Z. Leonard                 | Mae Murray, Frank Borzage                          | Drama                            |                       |
| Move On                        | Gilbert Pratt                     | Harold Lloyd                                       | Comedy                           |                       |
| Oh Doctor!                     | Roscoe Arbuckle                   | Fatty Arbuckle, Buster Keaton                      | Comedy                           |                       |
| On Record                      | Robert Z. Leonard                 | Mae Murray, Tom Forman                             | Crime drama                      |                       |
| Over the Fence                 | Harold Lloyd                      | Harold Lloyd                                       | Comedy                           |                       |
| Panthea                        | Allan Dwan                        | Norma Talmadge, Earle Foxe                         | Drama                            |                       |
| Peggy, the Will O' the Wisp    | Tod Browning                      | Mabel Taliaferro, Thomas Carrigan                  | Drama                            |                       |
| Pinched                        | Harold Lloyd                      | Harold Lloyd                                       | Comedy                           |                       |
| The Poor Little Rich Girl      | Maurice Tourneur                  | Mary Pickford                                      | Drama                            |                       |
| The Primrose Ring              | Robert Z. Leonard                 | Mae Murray, Tom Moore                              | Drama                            |                       |
| The Princess of Patches        | Alfred E. Green                   | Violet De Biccari, Vivian Reed                     |                                  | [ 7 ]                 |
| Princess Virtue                | Robert Z. Leonard                 | Mae Marsh, Wheeler Oakman                          | Drama                            | [ 8 ]                 |
| Rainbow Island                 | Billy Gilbert                     | Harold Lloyd                                       | Comedy                           |                       |
| Reaching for the Moon          | John Emerson                      | Douglas Fairbanks, Eileen Percy                    | Adventure                        |                       |
| Rebecca of Sunnybrook Farm     | Marshall Neilan                   | Mary Pickford                                      | Drama                            |                       |
| A Reckless Romeo               | Roscoe Arbuckle                   | Fatty Arbuckle, Al St. John                        | Comedy                           |                       |
| The Reward of the Faithless    | Rex Ingram                        | Claire DuBray, Betty Schade, Wedgwood Nowell       | Drama                            | [ 9 ]                 |
| A Romance of the Redwoods      | Cecil B. DeMille                  | Mary Pickford, Elliott Dexter                      | Drama                            |                       |
| The Rough House                | Roscoe Arbuckle, Buster Keaton    | Fatty Arbuckle, Buster Keaton                      | Comedy                           |                       |
| Souls in Pawn                  | Henry King                        | Gail Kane, Douglas MacLean                         | Spy                              |                       |
| Souls Triumphant               | John B. O'Brien                   | Lillian Gish, Wilfred Lucas                        | Drama                            |                       |
| Step Lively                    | Alfred J. Goulding                | Harold Lloyd                                       | Comedy                           |                       |
| Stop! Luke! Listen!            | Hal Roach                         | Harold Lloyd                                       | Comedy                           |                       |
| Straight Shooting              | John Ford                         | Harry Carey                                        | Western                          |                       |
| A Strange Transgressor         | Reginald Barker                   | Louise Glaum                                       | Drama                            | Feature length        |
| Teddy at the Throttle          | Clarence G. Badger                | Gloria Swanson, Bobby Vernon, Wallace Beery        | Comedy                           |                       |
| Tom Sawyer                     | William Desmond Taylor            | Jack Pickford                                      |                                  |                       |
| The Tornado                    | John Ford                         | John Ford                                          | Western                          |                       |
| We Never Sleep                 |                                   | Harold Lloyd                                       | Comedy                           |                       |
| Wild and Woolly                | John Emerson                      | Douglas Fairbanks                                  |                                  |                       |
| The Wild Girl                  | Howard Estabrook                  | Eva Tanguay, Thomas J. Moore                       |                                  | [ 10 ]                |
| The Woman God Forgot           | Cecil B. DeMille                  | Wallace Reid                                       | Romance                          |                       |